# Holden Kingswood

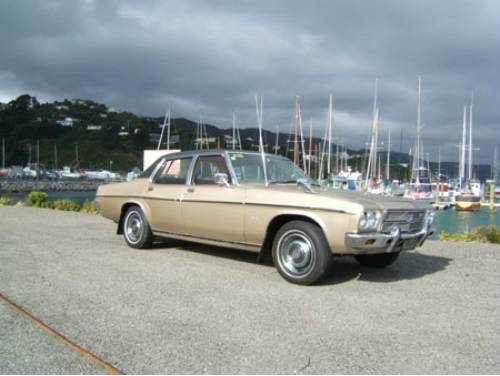
1971—1974 Chevrolet 350 (HQ)

Holden Kingswood — полноразмерный автомобиль, выпускавшийся с 1968 по 1985 год австралийской компанией Holden. 

## Первое поколение (1968—1971)

### HK
Седан и универсал Kingswood впервые были представлены в январе 1968 года. В серии HK применяются шестицилиндровые двигатели собственного производства и первый полностью импортированный двигатель Chevrolet объёмом 5,0 л (307 кубических дюймов).

### HT

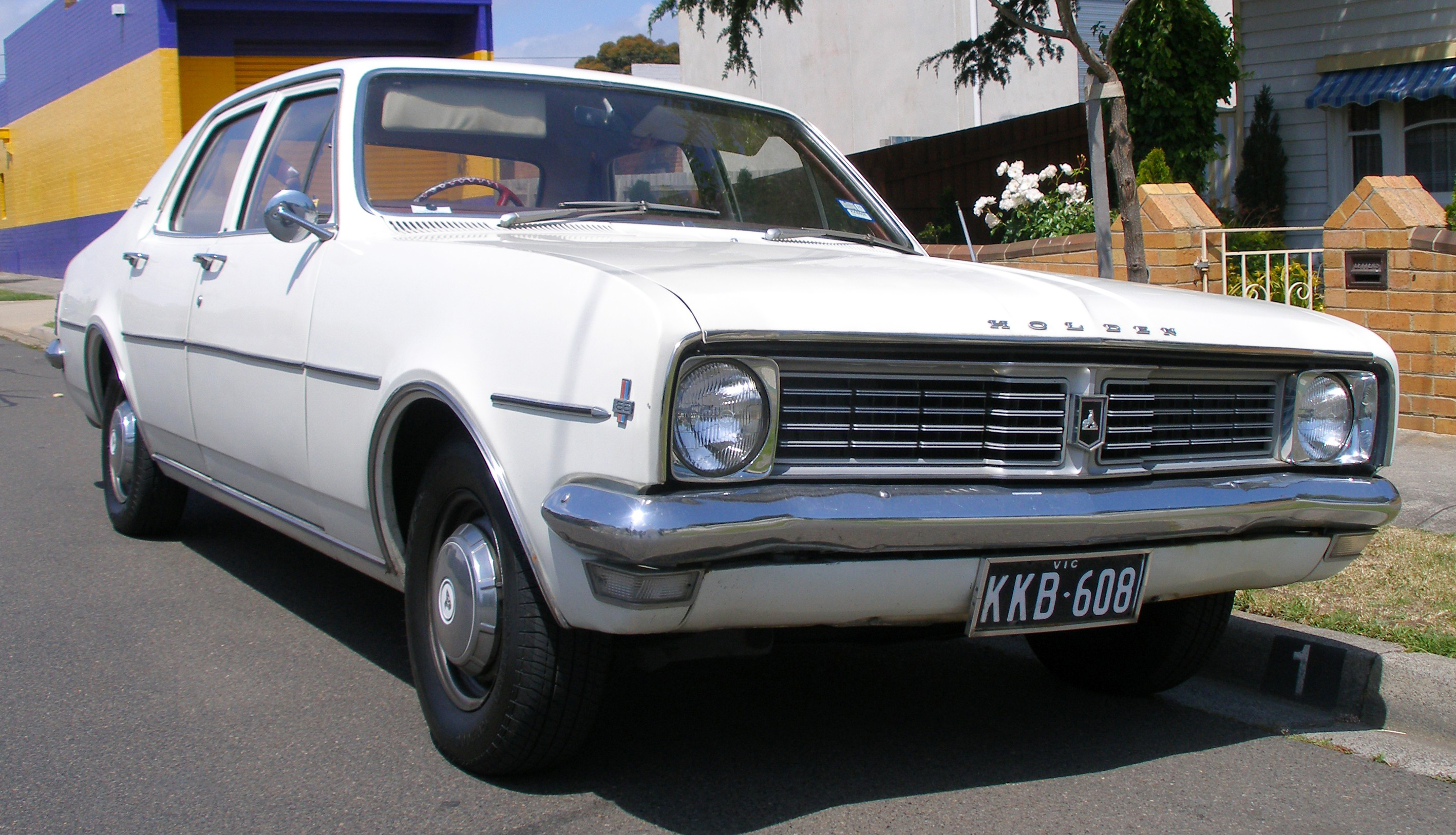
1969 Holden HT Kingswood

Серия HT была запущена в производство в мае 1969 года. Одновременно были представлены двигатели Holden V8 объёмом 4,1—5,0 л (253—308 кубических дюймов). 4,1-литровый двигатель применялся во всех комплектациях HT, кроме Brougham, а 5,0-литровый двигатель применялся только в комплектации Brougham. Рекламная кампания называлась «Never Late, in a Three-Oh-Eight».

### HG
Серия HG, представленная в июле 1970 года, являлась незначительной модернизацией HK и HT. Все модели имели трёхступенчатую автоматическую трансмиссию Tri-Matic, в то время как модель HG Monaro GTS350 сохранила трансмиссию Powerglide.

## Второе поколение (1971—1985)

### HQ
Серия HQ впервые была представлена в 1971 году. В автомобилях применялись шестицилиндровые двигатели объёмом 2,85—5,7 л (173—350 кубических дюймов). HQ был самым радикально спроектированным автомобилем Holden с момента появления оригинальной модели 48-215 23 года назад. Автомобиль отличался рамой по периметру и полумонококовой конструкцией. HQ также являлся первым полноразмерным автомобилем Holden с задней подвеской на винтовых пружинах.

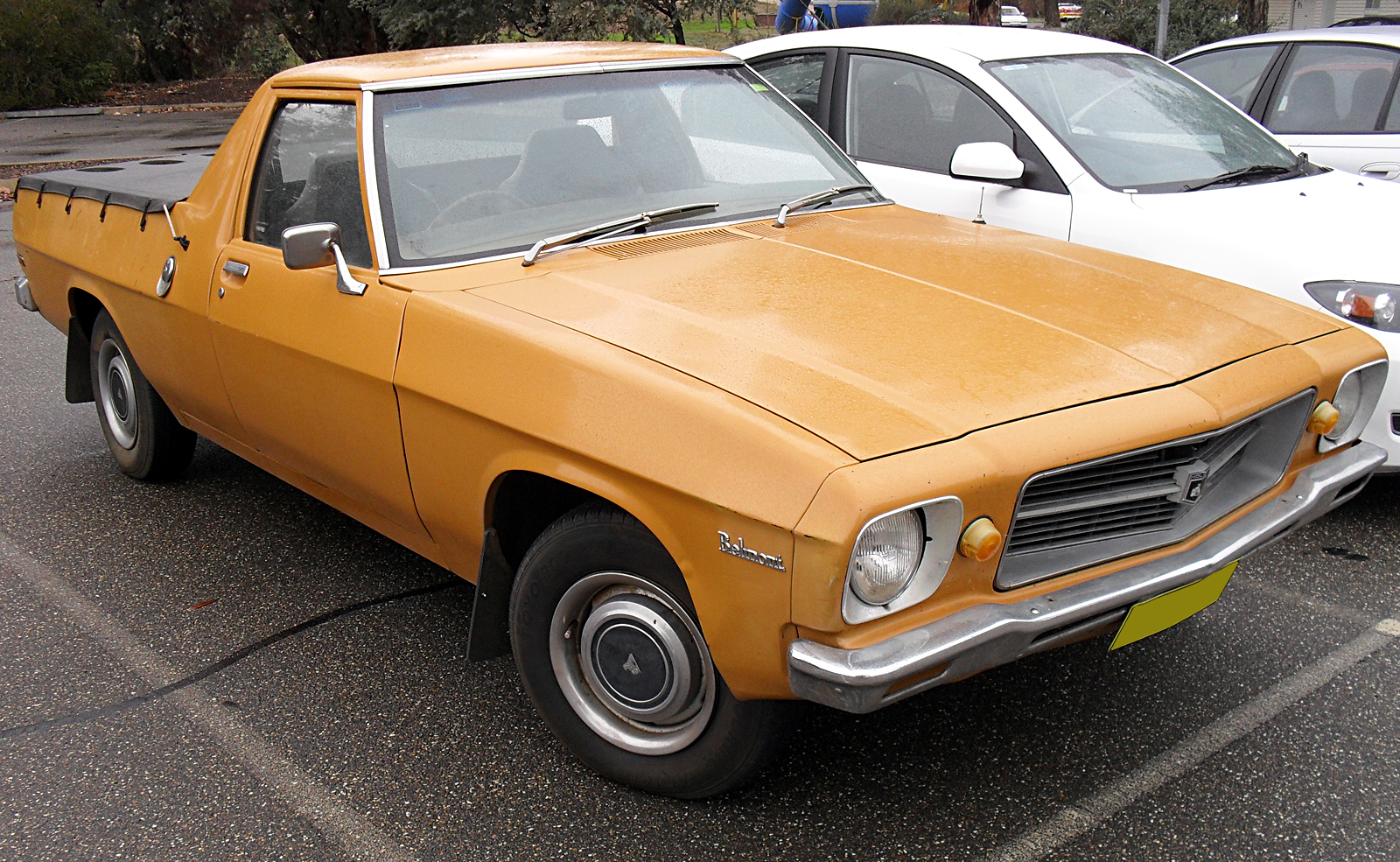
HQ Holden Belmont
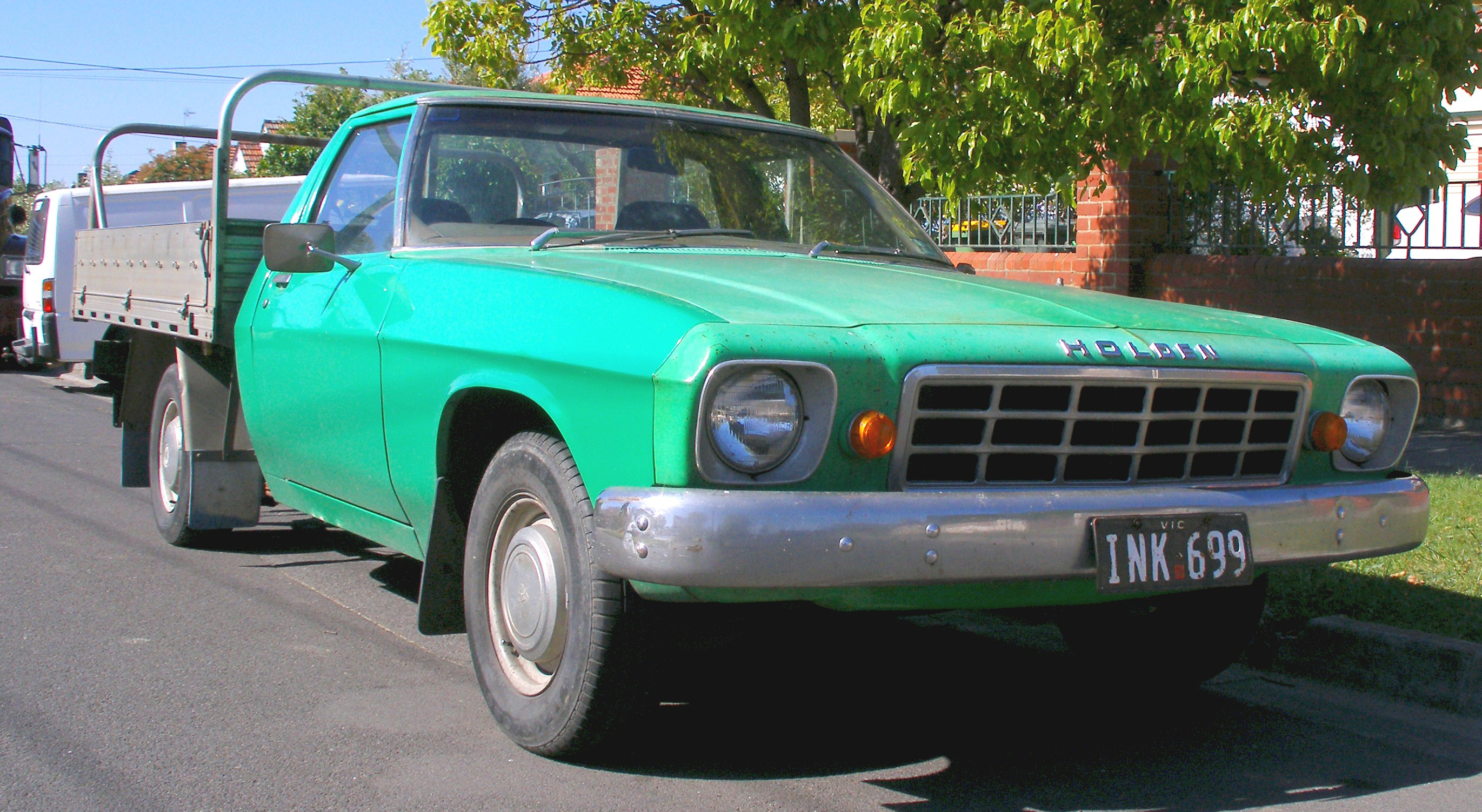
Holden One Tonner

### HJ

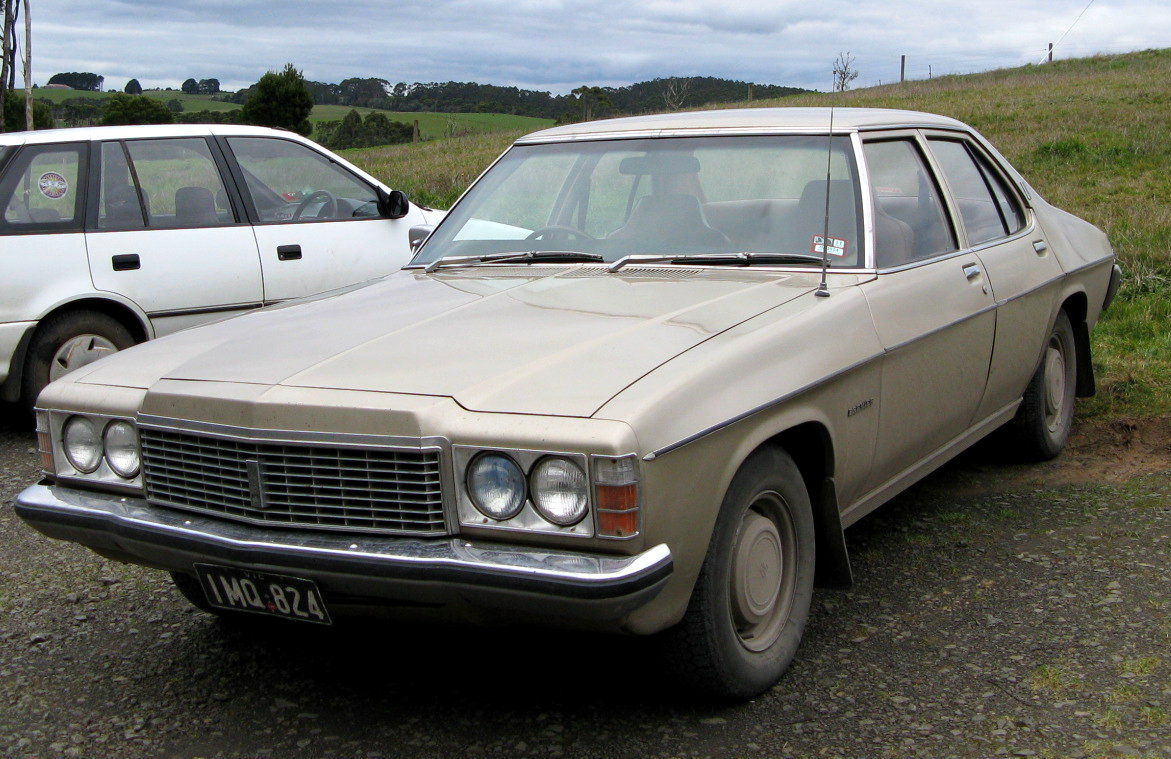
1974—1976 Holden HJ Premier

Серия HJ была представлена в 1974 году. По сравнению с HQ, модель претерпела некоторые серьёзные изменения в дизайне передней части. Кодовое обозначение — WN69.

### HX

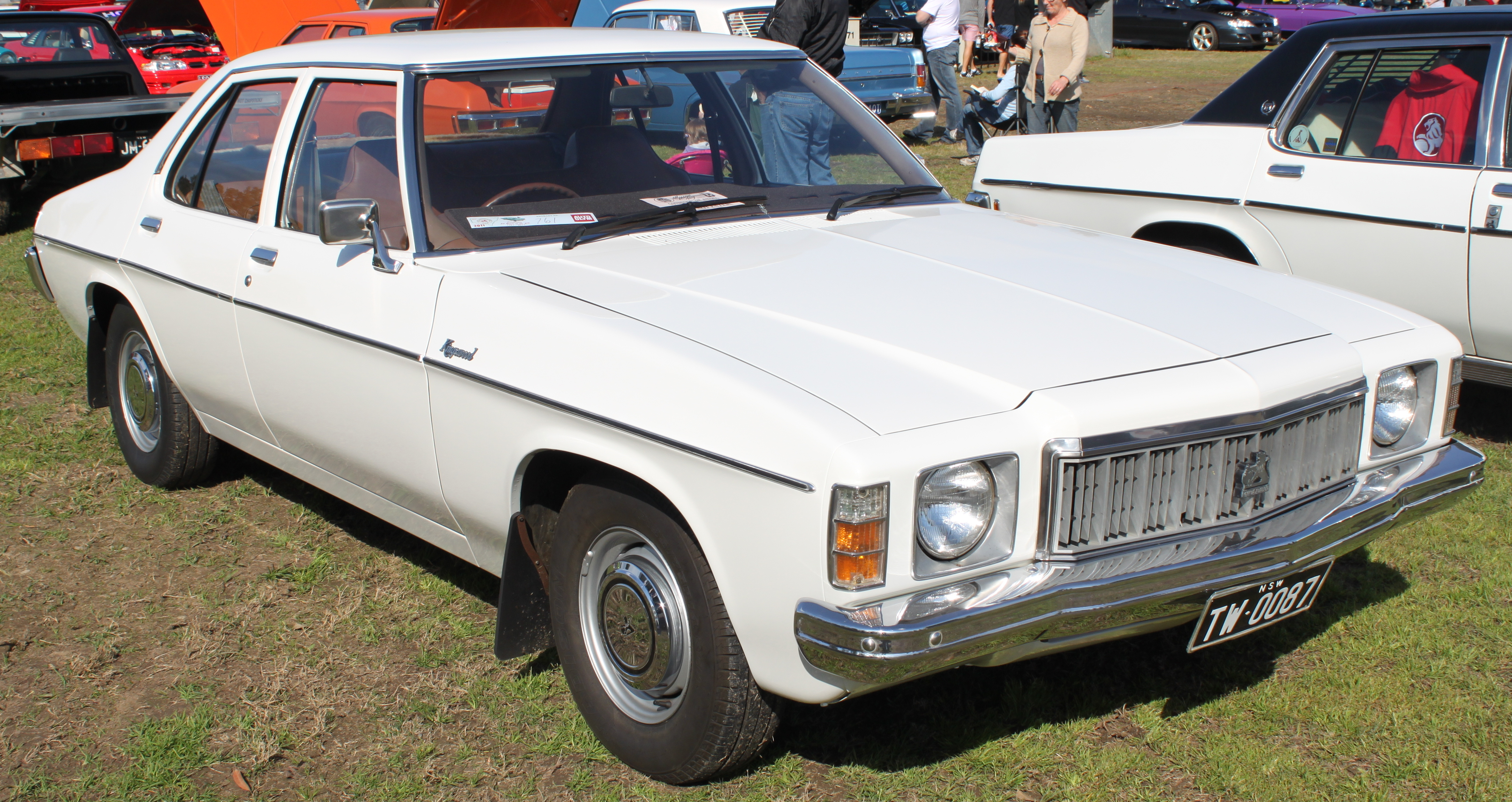
Holden Kingswood HX

Серия HX была представлена в 1976 году. Изменения коснулись радиаторной решётки и значков. Контроль за выбросами был ужесточён, из-за чего в двигатели были внесены значительные изменения. Это привело к потере производительности во всём диапазоне и отказу от 2,84-литрового рядного шестицилиндрового двигателя.

### HZ

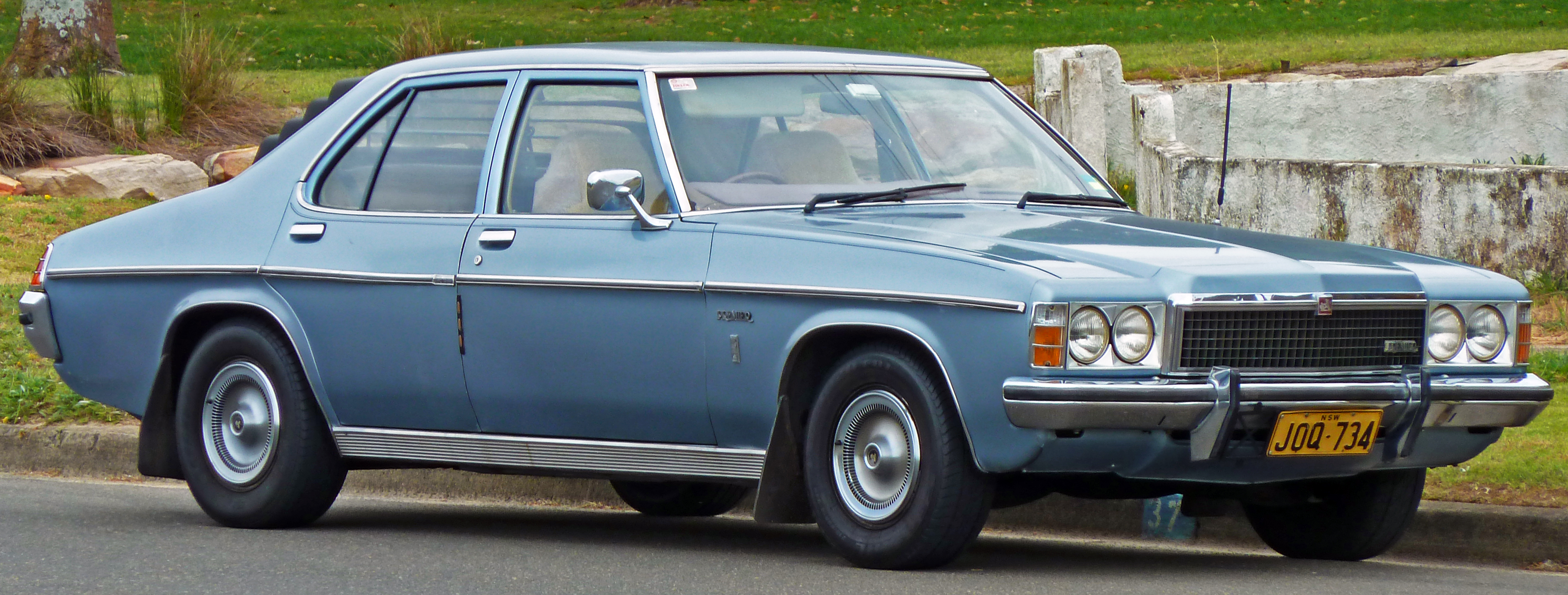
HZ Premier

Серия HZ была представлена в 1977 году. По сравнению с серией HX, серия HZ получила незначительные обновления экстерьера.

### WB

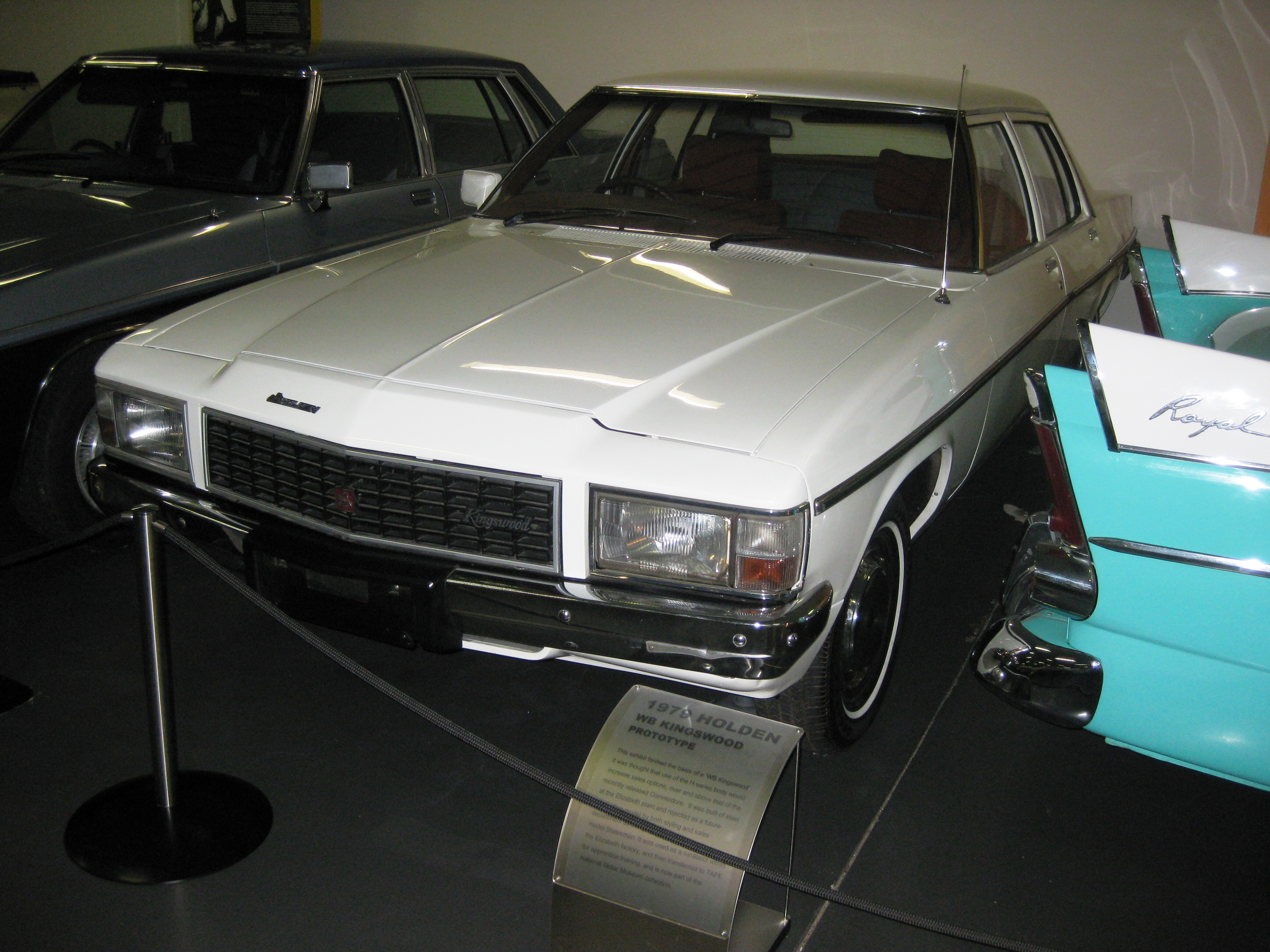
Holden Kingswood (WB)

Серия WB была представлена в 1980 году. Проект был сконцентрирован в рамках масштабной модернизации Statesman и рестайлинга серии HZ. Изменения коснулись фар, задних фонарей и радиаторной решётки. В автомобиле применялся двигатель Holden «Blue» V8 объёмом 4,2 литра.

## Третье поколение

### WA
После разработки серии HQ и задержек с обновлением HJ, которые привели к выпуску обновлённого HQ в 1973 году, Holden намеревался заменить автомобили второго поколения на сильно переработанную серию WA. С начала 1990-х годов появилось несколько эскизов дизайна в различных формах, в том числе в кузове лифтбек. Топливный кризис 1973 года, наряду с ухудшением финансового положения, отчасти вызванным решением построить HQ только с правым рулём, тем самым ограничивая ранее высокоприбыльный экспорт леворульных автомобилей, привёл к тому, что проект в конечном итоге был отменён. Вместо этого в 1977—1978 годах начался выпуск моделей Opel Rekord и Holden Commodore.